# Ⱬ

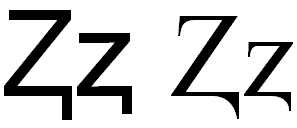
حرف الفبای یونانی Ⱬ

Ⱬ ، ⱬ یکی از حرف‌های الفبای لاتین است، برساخته‌شده از یک Z با فزوده‌ای را به پایین در انتهای این حرف. تا پیش از سال ۱۹۸۳ میلادی، در نویسه‌گردانی زبان اویغوری به لاتین، از این حرف برای نشان‌دادن ژ استفاده‌می‌شد، مانند وامواژهٔ غربی ⱬurnal (ژورنال).

## منبع
Wikipedia contributors, "Ⱬ," Wikipedia, The Free Encyclopedia, http://en.wikipedia.org/w/index.php?title=%E2%B1%AB&oldid=605351826 (accessed June 8, 2014). 